# Helga Schauerte-Maubouet
 (avril 2011).
Si vous disposez d'ouvrages ou d'articles de référence ou si vous connaissez des sites web de qualité traitant du thème abordé ici, merci de compléter l'article en donnant les références utiles à sa vérifiabilité et en les liant à la section « Notes et références ».
Helga Schauerte-Maubouet, née le 8 mars 1957 à Lennestadt, en Allemagne, est une organiste, concertiste, musicologue et éditrice de musique.

## Biographie
Après avoir obtenu son baccalauréat à la St Franziskusschule à Olpe en 1976, elle réussit les examens d'État en philosophie et pédagogie à l'université de Cologne en 1982. En 1983, elle étudie l'orgue avec  Marie-Claire Alain (premier prix) au conservatoire de Rueil-Malmaison, puis elle poursuit ses études à la Hochschule für Musik und Tanz Köln de Cologne dans la classe de Viktor Lukas. En 1985, elle obtient le diplôme de concertiste.
Elle fait sa première apparition publique en tant qu'organiste à 10 ans. À l'âge de 13 ans, elle est organiste titulaire des orgues historiques de Lennestadt. En 1982, elle devient organiste de l'église protestante allemande de Paris. Elle donne des récitals, des conférences, des master-classes en Europe aux États-Unis au Canada et en Russie, y compris à la Royal Academy of Music (Londres), la Manhattan School of Music (New York), l'université Yale (Washington), les universités du Michigan, Érié, Seattle, Worcester, Boston, Norfolk, Pittsburgh, ainsi qu'au Cleveland Museum of Art (États-Unis). Elle participe à des émissions de radio et de télévision, en France, en Allemagne, en Belgique, en Suisse au Danemark aux États-Unis et en Russie. En 1983, à Paris, Jean Langlais lui confie la création de plusieurs de ses œuvres dont l'une lui est dédiée. Elle est professeur au Conservatoire « Nadia et Lili Boulanger » dans le 9e arrondissement de Paris et membre du jurys de concours internationaux d'orgue, dont en 2021 celui du prestigieux Concours international d'orgue du Canada (CIOC). En 2006, elle fonde et dirige pendant quatorze ans, une académie d'orgue dans le cadre du Festival Bach en Combrailles à Pontaumur (Puy-de-Dôme) et dirige, depuis 2021, une nouvelle académie itinérante d'orgue en vallée de Seine (Bach Académie en Seine Eure).
Elle enregistre une quarantaine d'albums, y compris l'intégrale des œuvres pour orgue de Jehan Alain, Dietrich Buxtehude et Jean-Sébastien Bach, ainsi que des portraits de Johann Heinrich Buttstett, Michel Corrette, Max Reger, Léon Boëllmann, Théodore Dubois et Jean Langlais, le Concerto pour orgue de Francis Poulenc, des œuvres de Louis Vierne, Marcel Dupré, Jean-Sébastien Bach, Gottfried August Homilius, Johann Gottfried Walther, Johann Christoph Kellner, Andreas Armsdorff, Johann Gottfried Müthel.
Spécialiste de la musique de Jehan Alain, elle est l'auteur en 1983, du premier livre en langue allemande sur la musique de ce compositeur. (trad. fr. publiée en 1985 par Les Amis de l'Orgue). En 2011 elle édite les partitions Urtext chez Bärenreiter  de l'œuvre d'orgue complète de  Jehan Alain. En 2020, elle publie aux éditions Delatour France, une nouvelle étude approfondie sur le compositeur intitulée Jehan Alain, Mourir à trente ans, ouvrage préfacé par Olivier Messiaen. La traduction anglaise (par Carolyn Shuster Fournier et Connie Glessner) parait en 2022 sous le titre Jehan Alain, Understanding His Musical Genius.  En 1987, elle découvre et fait l'acquisition d'une quarantaine d'autographes musicaux de lettres et photos de Jehan Alain, qu'elle expose régulièrement (entre autres Bibliothèque Nationale de France et Philharmonie de Cologne, en 1990; Musée de la Cavalerie, Saumur, en 2021)
Elle est invitée à participer à la nouvelle édition du MGG ainsi qu'à la rédaction du livre Handbuch Orgelmusik (Bärenreiter) et publie des articles dans Ars organi, l'Orgue, Organists' Review, The American Organist, Musik und Gottesdienst, Arte organistica, Arts sacrés, Ostinato rigore. Elle édite des partitions Urtext chez Bärenreiter : l'œuvre d'orgue complète de Léon Boëllmann, de Théodore Dubois, de Louis Vierne et de Jehan Alain ainsi que des œuvres vocales de Marc-Antoine Charpentier et de Gabriel Fauré.
Elle compose deux recueils de pièces pour Noël pour voix ou instruments et orgue Noël dans la tradition et Noël - Weihnachten publiés par Merseburger-Verlag.
Grâce à ses tournées de concerts, enregistrements radio et disques, ainsi que ses recherches musicologiques, Helga Schauerte est considérée comme « l’une des meilleures organistes actuelles et l’une des rares à honorer le noble titre d’interprète » (Piano Magazine n° 42/2004). Outre son toucher très précis et très maîtrisé, ce sont l’intériorité et la clarté de sa pensée qui constituent ses grandes forces musicales. Selon la critique internationale, elle appartient à cette rare catégorie d’interprètes « créatifs » qui abordent les œuvres avec une réelle conception[réf. souhaitée].
La qualité de son parcours est récompensée en 1987 par le prix culturel OLPE. Depuis 1990, sa biographie a été incluse dans The International Who’s Who in Music, et elle a été choisie pour figurer dans les 2000 Outstanding Musicians of the 20th Century[réf. souhaitée].
Pour sa contribution, ses réalisations artistiques et son engagement en faveur de la musique française et allemande, Helga Schauerte à reçu la Médaille d'honneur du Traité de l'Elysée et a été décorée des insignes de Chevalier de l'Ordre des Arts et des Lettres et de l'Ordre du Mérite de la République fédérale d'Allemagne.

## Décorations
- Chevalière de l'ordre des Arts et des Lettres, « pour sa contribution et son engagement en faveur de la musique française ».
- Chevalière de l'ordre du Mérite de la République fédérale d'Allemagne.

## Discographie sélective
Intégrales CD
- Jehan Alain : 2 volumes (Motette, 11311 /11301), 1990, à l'Orgue Woehl de l'église St. Remigius de Viersen (De) (1er enregistrement en CD de son œuvre d'orgue + Jehan Alain à l'orgue de Notre-Dame-de-Nazareth, Paris.)
- Dietrich Buxtehude : 5 volumes, Syrius , 2000-2002 : 
  - Vol 1 : Orgue Arp Schnitger de Saint-Jacobi de Hambourg (DE), (Syrius 141347), 2000
  - Vol 2 : Orgue historique de la Cathédrale de Roskilde (Dk), (Syrius 141348), 2000
  - Vol 3 : Orgue Schnitger/Freijtag de Noordbroek (Nl), (Syrius 141359), 2001
  - Vol 4 : Orgue Donat de Luckau (De), (Syrius 141366), 2002
  - Vol 5 : Orgue Christian-Vater de Melle (De), (Syrius 141371), 2002
- Jean-Sébastien Bach :  12 volumes Syrius, 2005 - 2018 :
  - Vol.  1: Orgue Delhumeau Pontaumur (Fr) (Syrius 141387), 2005
  - Vol.  2: Orgue "Bach" d'Arnstadt (De) (Syrius 141400), 2005
  - Vol.  3: Orgue Trost de Grossengottern (De) (Syrius 141428), 2009
  - Vol.  4: Orgue Silbermann de la Petrikirche Freiberg (De) (Syrius 141413), 2007
  - Vol.  5: Orgue Donat de Luckau (De) 2 CD avec Immortal Bach Ensemble - Chorals alternés (Syrius 141408), 2007
  - Vol.  6: Orgue Thomas, le Bouclier Strasbourg (Fr) (Syrius 141413), 2009
  - Vol.  7: Orgue Wiegleb de Ansbach (De) (Syrius 141408), 2010
  - Vol.  8: Orgue Möller de l’Abbaye Marienmûnster (De) (Syrius 141464), 2014
  - Vol.  9: Orgue de l’église St Petri d’Oelinghausen (De) (Syrius 141458), 2014
  - Vol.10: Orgue Schuke, Cathédrale de Berdowick (De) (Syrius 141 475), 2016
  - Vol.11: Orgue historique de la Basilique de Steinfeld (De) (Syrous 141476), 2017
  - Vol.12: Orgue historique de Floh-Seligenthal (De) (Syrius 141487), 2018

Portraits CD
- Jean-Sébastien Bach  et son temps. (FSM FCD 97 726),1990, sur les Orgues historiques de la région de Olpe (De)
- Johann Gottfried Walther - Concerti pour Orgue - ( MKI 369207-2),1992 à l'Orgues Kuhn de la Justinuskirche de Frankfurt-Höchst (De)
- Die Passauer Domorgel , (Syrius,141310),1995, Les plus grandes orgues d'église du monde Cathédrale Saint-Étienne de Passau (De)
- Max Reger : œuvre d'orgue pour le temps de Noël (Syrius,141320),1997, à l'Orgues Eisenbarth de l'église Notre-Dame de Bamberg (De)
- Johann Heinrich Buttstett (Syrius,141334),1998, sur les orgues historiques Johann Moritz Weisse de l'église de Römhild et Silbermann-Hildebrandt des églises St-Georges et Ste-Marie de Rötha (Thuringe et Saxe) (De),
- Jean Langlais (MKI 369303-2),1993 Réedition  (Ambiente, ACD 9801),1998, à l'Orgues Kuhn de la Hofkirche de Lucerne (Ch)
- Weihnacht in Paris - Toccatas et Noëls de la Belle Époque, (Syrius 141362), 2001 à l'Orgue de l’église protestante allemande de Paris (Fr)
- Léon Boëllmann, Les Organistes de la Belle Époque Vol 1 (Syrius, 141374), 2003, à l'Orgue Kuhn de la cathédrale de Minden (De)
- Théodore Dubois, Les Organistes de la Belle Époque Vol 2 (Syrius, 141382), 2004, à l'Orgue Merklin de Moulins (Fr)
- Louis-Nicolas Clérambault, Nicolas Séjan, Jean-François Dandrieu, (Syrius, 141396), 2005, à l'orgue de Saint-Calais (Fr)
- Michel Corrette, André Raison, Jacques-Marie Beauvarlet-Charpentier, Louis Marchand, (Syrius, 141408), 2006, à l'orgue historique de La Flèche (Fr)
- Organum Antiquum, la musique d'orgue avant Jean-Sébastien Bach (Syrius, 141459), 2012, à l'orgue du cloitre d'Oelinghausen - Arnsberg (De)
- Winterhalter-Orgel, Basilica Ulm-Wiblingen (De),(Syrius, 141 503), 2023, œuvres de Jean-Sébastien Bach, Alexandre Guilmant, César Franck, Maurice Blazy, Fernand de la Tombelle, Louis Vierne, Amédée Reuchsel, Gaston Bélier, Mélanie Bonis,

Orgue Plus
- L'Europe des XVIIe et XVIIIe siècles : avec Hervé Noël, trompette, (Quantum 12.23.16),1993  Œuvres de Buxtehude, Bach, Kuchar, Delabarre, Loeillet, Lefloth, Marcello, Vejvanovsky, à l' Orgues Kleuker de l'église allemande de Paris (Fr),

- Noël dans la tradition, Noëls français et allemands *** : avec Hervé Noël,  trompette, (Quantum QM 6968/SM62),1995 Réédition (Bayard Music), 2010 ; œuvres de Dandrieu, Kuchar, Franck, Guilmant, Rheinberger; à l'Orgues Kleuker de l'église protestante allemande de Paris (Fr),

- Christmas - Weihnachten ***, pour chant, hautbois, violon et orgue (Quantum QM 6990),1997 Réédition (Bayard Music), 2012, avec Meike Sauvant, Soprano, Jean-Christophe Robert, Hautbois, Evan Rothstein, Violon ; à l'Orgues Kleuker de l'église protestante allemande de Paris (Fr),

- Magnificat, Chant et Orgue (Syrius 141344), 1999, avec Noémi Rime soprano, Œuvres de Scheidt, Gratiani, Bach, Mendelssohn, Vierne, Dupré, Langlais, Alain, U. Schauerte, à l'Orgues Kleuker de l'église protestante allemande de Paris (Fr),

- …Per Due Violini, Basso Ed Organo, (Syrius 141398), 2005 avec Frédéric Pelassy Violon 1 -  Evan Rothstein Violon 2 - Florent Audibert Violoncelle, à l'Orgue de St Cyprien, Périgord (Fr)
- Le Hautbois du pasteur Robert, (Universal Music Classics, Accord 476 4871), 2012

Enregistrements 33 Tours
- Francis POULENC : Concerto pour orgue et orchestre, avec la Kölner Konzertgemeinschaft, Direction: Armin Klaes, 1982

- Jean LANGLAIS : Vokalwerk I avec le Kammerchor Schmallenberg, Orgues Klais de la Cathédrale d'Altenberg (De), (Coronata), 1983
- POULENC, GEOFFRAY : avec l’ensemble vocal Ars Musicae, (BNL 111505),1984 Réédition en CD Disques du Solstice (SOCD 113) - 2002
- Jean LANGLAIS : Vokalwerk II avec le Kammerchor Schmallenberg, Orgues Cavaillé-Coll de Saint-Clotilde, Paris (Fr) (Coronata), 1987

- Œuvres de VIERNE, DUPRE : avec le Kammerchor Schmallenberg, Orgues Cavaillé-Coll de Saint-Clotilde, Paris (Fr), (Coronata), 1987

## Éditions critiques
L’Œuvre d'orgue (intégrale) Bärenreiter
- 2002-2012 : Léon Boëllmann, 4 volumes. (vol. I et II (BA 8424, BA 8425) - vol. III (3 fascicules) et IV (BA 8462 à BA 8465))
- 2005-2016 : Théodore Dubois, 6 volumes. (BA 8468 à BA 8471 et BA 9208/9209)
- 2008-2017 : Louis Vierne, 10 volumes. (BA 9223 à BA 9238)
- 2011 : Jehan Alain, 3 volumes. (BA 8428 à BA 8430)

Piano Bärenreiter
- 2008 : Louis Vierne, l'œuvre de piano, vol. III (BA 9613)

Chœur et orchestre Bärenreiter
- 2004 : Marc-Antoine Charpentier, Te Deum H.146, 5e tirage 2018 (BA 7593)
- 2004 : Marc-Antoine Charpentier, Messe de minuit H.9 (BA 7592)
- 2005 : Marc-Antoine Charpentier, Te Deum H.148(BA 7591)
- 2020 : Gabriel Fauré, Œuvres complètes, Série I, vol. 4: Musique vocale religieuse pour voix, orgue et instruments (BA 9478-01)

## Ouvrages

### Partitions
- « Adeste fideles: Noël dans la Tradition, », Edition Merseburger, Kassel, no EM 1975,‎ 1997
- « Noël / Weihnachten, », Edition Merseburger, Kassel, no EM 1977,‎ 1997

### Livres
- (de) Jehan Alain (1911-1940) : das Orgelwerk. Eine monographische Studie, Regensburg, Gustav Bosse Verlag, coll. « Kölner Beiträge zur Musikforschung » (no 137), 1983 (réimpr. 1985), xii, 231 p., 21 cm (ISBN 3764922893 et 9783764922894)  Épuisé depuis 1988
- « Jehan Alain (1911-1940), l'homme et l'œuvre », Les Amis de l'orgue, Paris, no III,‎ 1985, Épuisé
- Jehan Alain, Mourir à trente ans, Sampzon, Editions Delatour France, 2020 ; traduction anglaise par Carolyn Shuster Fournier et Connie Glessner : Jehan Alain, Understanding His Musical Genius, Editions Delatour France, Sampzon, 2022

### Articles
- « Noëlie Pierront : première interprète de Jehan Alain », Analyse de Aria - L'Orgue, no 205,‎ 1986, p. 13-18
- « For Honor alone Jehan Alain - Mort pour la France », L'Orgue, no 215,‎ 1990, p. 9-12
- « Le Mythe Jehan Alain : Rétrospective d’une étude biographique », L'Orgue, no 215,‎ 1990, p. 33-37
- « Jehan Alain : Jeunesse et Éternité », Orgue bulletin trimestriel de la Société des Organistes protestants jurassiens,‎ 3 septembre 1996, p. 9-14
- « La Singularité des "Manieren" chez  J. S. Bach à travers le choral "O Mensch, bewein dein Sünde gross" BWV 622 », Ostinato rigore,‎ 2001, p. 111-124
- « Théodore Dubois  et César Franck  à Sainte-Clotilde. Chronique revisitée des années 1857-1863 à travers des Mémoires retrouvés », L'Orgue, nos 278-279,‎ 2007, p. 7-14
- Encyclopédie de la musique  MGG (D), Articles sur les compositeurs : Jehan Alain - Jean Langlais - Gaston Litaize - Nicolas Séjan -  Charles Tournemire
- Handbuch Orgelmusik, Compositeurs – Œuvres – Interprétation - Bärenreiter, Kassel, 2002 -  (ISBN 978-3-7618-2202-9) - participe à la rédaction de cet ouvrage en publiant un article sur l’histoire de l'orgue en France ainsi que 33 portraits de compositeurs et de leurs œuvres  - Histoire de l‘orgue en France de 1850 à 2000, p. 373 - 379 / de Boëly à Langlais, p. 379-437 / de Litaize à Escaich, p. 453-469
- « La Musique religieuse de Gabriel Fauré : Ordre et beauté, luxe, calme et volupté », dans Nicolas Dufetel (dir.), La Musique religieuse en France au XIXe siècle, Turnhout, Brepols, 2021, p. 287-305